# Quận Marshall, Alabama
Quận Marshall là một quận thuộc tiểu bang Alabama, Hoa Kỳ. Quận nằm trong Khu vực thống kê tổng hợp Huntsville-Decatur. Theo điều tra dân số năm 2000 của Cục điều tra dân số Hoa Kỳ, quận có dân số 82.231 người. Quận lỵ đóng ở Guntersville. Quận được đặt tên theo John Marshall. Quận được lập ngày 9 tháng 1 năm 1836.

## Địa lý
Theo Cục điều tra dân số Hoa Kỳ, quận có diện tích 1614 km2, trong đó có 145 km2 (9%) là diện tích mặt nước.

### Xa lộ chính
- U.S. Highway 231
- U.S. Highway 431
- State Route 68
- State Route 69
- State Route 75
- State Route 79
- State Route 168
- State Route 179
- State Route 205
- State Route 227